# Olavo de Carvalho
Olavo de Carvalho (Campinas, 1947. április 29. – Richmond, Virginia, USA,  2022. január 24.) brazil konzervatív filozófus, esztéta. Jair Bolsonaro brazil elnök tanácsadója. Korábban volt asztrológus, az ezoterikus muzulmán Tariqa szekta tagja, és megjárta egy kórház pszichiátriai osztályát is.

## Művei
- Fronteiras da tradição. São Paulo: Nova Stella. 1986
- Símbolos e mitos no filme "O silêncio dos inocentes". Rio de Janeiro: Instituto de Artes Liberais. 1992
- Os gêneros literários: seus fundamentos metafísicos. 1993
- O caráter como forma pura da personalidade. 1993
- A nova era e a revolução cultural: Fritjof Capra & Antonio Gramsci. Rio de Janeiro: Instituto de Artes Liberais & Stella Caymmi. 1994
- Uma filosofia aristotélica da cultura. Rio de janeiro: Instituto de Artes Liberais. 1994
- O jardim das aflições: de Epicuro à ressurreição de César – Ensaio sobre o materialismo e a religião civil, Rio de Janeiro: Diadorim. 1995
- Aristóteles em nova perspectiva: Introdução à teoria dos quatro discursos. Rio de janeiro: Topbooks. 1996
- O imbecil coletivo: atualidades inculturais brasileiras. Rio de Janeiro: Faculdade da Cidade. 1996
- O futuro do pensamento brasileiro. Estudos sobre o nosso lugar no mundo. 1998
- O imbecil coletivo II: A longa marcha da vaca para o brejo e, logo atrás dela, os filhos da PUC, as quais obras juntas formam, para ensinança dos pequenos e escarmento dos grandes. Rio de Janeiro: Topbooks. 1998
- O Exército na História do Brasil. Edição bilíngue (português / inglês). 4 Vols. Rio de Janeiro/Salvador: Biblioteca do. Exército e Fundação Odebrecht, 1998
- Coleção história essencial da filosofia. São Paulo: É Realizações. 2002-2006
- A Dialética Simbólica – Ensaios Reunidos São Paulo: É Realizações. 2006
- Maquiavel ou A Confusão Demoníaca São Paulo: Vide Editorial. 2011
- A filosofia e seu Inverso, São Paulo: Vide Editorial. 2012
- Os EUA e a nova ordem mundial (coautor Alexandre Dugin), São Paulo: Vide Editorial, 2012
- Visões de Descartes entre o gênio mal e o espírito da verdade. Vide Editorial, 2013
- O Mínimo que Você Precisa Saber para não Ser um Idiota, Felipe Moura Brasil (org.), 467 páginas, Rio de Janeiro: Record, 2013
- Apoteose da vigarice – Cartas de um terráqueo ao planeta Brasil (Volume I). São Paulo: Vide Editorial, 2013
- O mundo como jamais funcionou – Cartas de um terráqueo ao planeta Brasil (Volume II). Vide Editorial, 2014
- A Fórmula para Enlouquecer o Mundo – Cartas de um terráqueo ao planeta Brasil (Volume III). Vide Editorial, 2014
- A inversão revolucionária em ação – Cartas de um terráqueo ao planeta Brasil (Volume IV). Vide Editorial, 2015
- O império mundial da burla – Cartas de um terráqueo ao planeta Brasil (Volume V). Vide Editorial, 2016
- O dever de insultar – Cartas de um terráqueo ao planeta Brasil (Volume VI). Vide Editorial, 2016
- Breve retrato do Brasil – Cartas de um terráqueo ao planeta Brasil (Volume VII). Vide Editorial, 2017